# ORF9c
ORF9c (ويسمى كذلك ORF14) هو إطار قراءة مفتوح (ORF) في جُنيس فيروسات كورونا بيتا السارسية (Sarbecovirus). طوله 73 كودون في جينوم سارس-كوف-2. رغم أنه مضمن في قائمة جينات البروتينات الملحقة الخاصة بالفيروسات السارسية، إلا أن دلائل من المعلوماتية الحيوية تقترح بأن الـORF9c قد لا يكون جينا مشفرا لبروتين وظيفي.

## التسمية
كان هنالك عدم توافق في التسمية المستخدمة لهذا الجين في المنشورات العلمية. أُشير إليه في بعض الأبحاث حول سارس-كوف بالاسم ORF14.‏ وسمي في بعض الأحيان ORF9b، بينما جاره الطويل ORF9b المتواجد عكس الاتجاه سُمي ORF9a. التسمية الحالية الموصى بها هي أن يُشار إلى هذا الجين بـORF9c وللجين الموجود عكس الاتجاه بـORF9b.‏

## التعبير والتآثرات
ORF9c هو أحد جينين متداخلين اثنين يتواجدان كليا داخل إطار القراءة المفتوح الخاص بجين القفيصة النووية لفيروس كورونا، والآخر هو ORF9b. غير واضح ما إذا كان ORF9c يُترجم وظيفيا أثناء الإصابة بسارس-كوف-2، وقد أُبلغ أنه لا تتم ترجمته تحت الظروف التجريبية. حين يُعبر عنه تجريبيا، يتآثر البروتين مع مستقبلات سيغما [الإنجليزية] ومع مسار عامل نووي معزز لسلسلة كابا الخفيفة في الخلايا البائية النشطة. يقوم بروتين سارس-كوف بتآثرات ذاتية وهو ما يوحي بأنه يشكل مثنوي بروتين أو قليل قسيمات.

## التطور
لدى ORF9c تماثل تسلسل يقدر بـ74% بين سارس-كوف وسارس-كوف-2.
تم تحديد متحوراتٍ لسارس-كوف-2 فيها كودونات توقف مبتسرة وأخرى فقدت كودون البداية الخاص بها، وتسلسل الأحماض الأمينية غير منحفظ جيدا بينها، وهو ما يدعم فرضية أن هذا الجين لا يشفر بروتينا وظيفيا.